# Gabinete Sarraut II
O Gabinete Sarraut II foi o ministério formado por Albert Sarraut em 24 de janeiro de 1936 e dissolvido em 04 de junho do mesmo ano. Foi o 100º gabinete da Terceira República Francesa, sendo antecedido pelo Gabinete Laval IV e sucedido pelo Gabinete Blum I.

## Contexto
O segundo governo de Albert Sarraut deu continuidade à política de deflação implementada pelo governo anterior de Pierre Laval. Essa política, novamente, não levou à queda esperada nos preços, ao mesmo tempo em que safras ruins elevaram os preços agrícolas. Nesse contexto, a esquerda pedia aos eleitores que votassem "contra o alto custo de vida", o que levaria à vitória da "Frente Popular".
Na política externa, quando Adolf Hitler enviou a Wehrmacht para a Renânia, em 7 de março de 1936, o governo francês deu instruções para a mobilização parcial com vistas à ação militar. O general Maurice Gamelin, no entanto, dissuadiu Sarraut de intervir.
Os efeitos da crise, as críticas à diplomacia e a vitória eleitoral da esquerda levaram à queda do gabinete, com a ascensão de Léon Blum ao poder.

## Composição

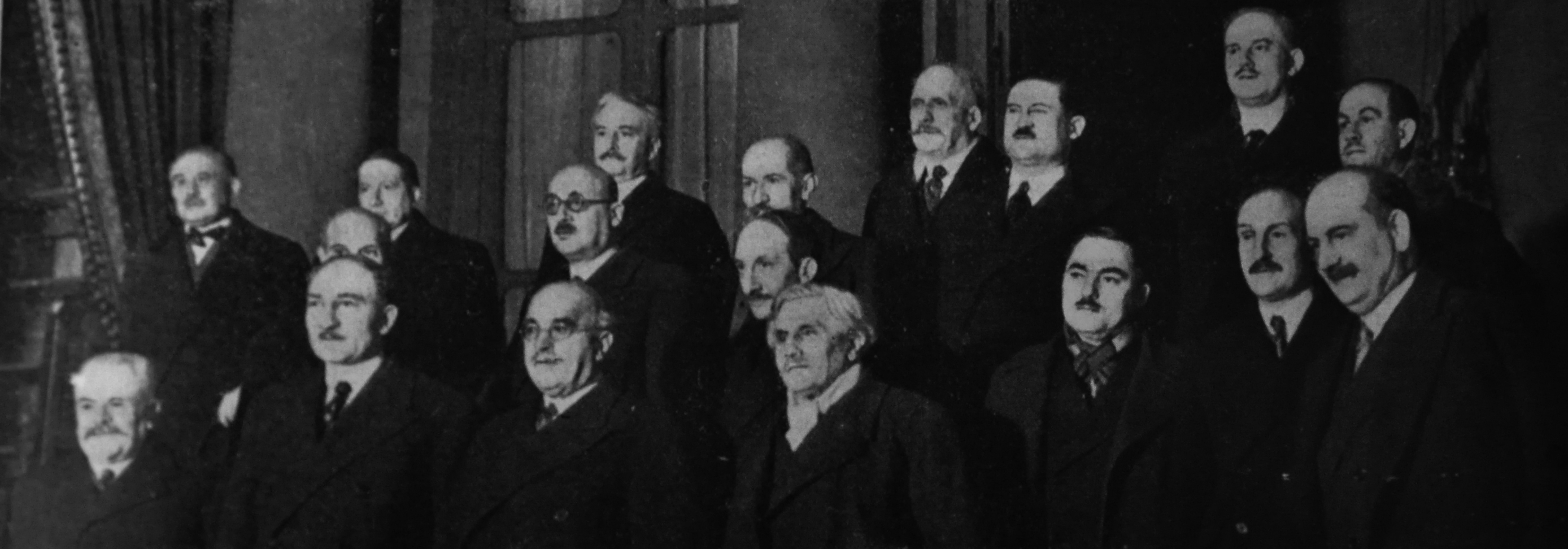
O 2º Gabinete Sarraut em fotografia de 1936.

- Presidente da República: Albert Lebrun
- Presidente do Conselho de Ministros: Albert Sarraut
- Ministro dos Estrangeiros: Pierre-Étienne Flandin
- Ministro da Justiça: Yvon Delbos
- Ministro do Interior: Albert Sarraut
- Ministro da Guerra: Louis Maurin
- Ministro das Finanças: Marcel Régnier
- Ministro da Educação Nacional: Henri Guernut
- Ministro das Obras Públicas: Camille Chautemps
- Ministro da Agricultura: Paul Thellier
- Ministro do Comércio e Indústria: Georges Bonnet
- Ministro dos Correios, Telégrafos e Telefones: Georges Mandel
- Ministro do Trabalho: Ludovic-Oscar Frossard
- Ministro das Pensões: René Besse
- Ministro da Saúde Pública e Educação Física: Louis Nicolle
- Ministro da Marinha: François Piétri
- Ministro do Ar: Marcel Déat
- Ministro da Marinha Mercante: Louis de Chappedelaine
- Ministro das Colônias: Jacques Stern
- Ministro de Estado e Delegado Permanente da Liga das Nações: Joseph Paul-Boncour